# Gioacchino Stevan
Gioacchino Stevan, al secolo Antonio Stevan (Nove, 18 novembre 1921 – Isola Vicentina, 28 aprile 1949), è stato un religioso italiano.

## Biografia
Nato in una modesta famiglia, dopo la scuola elementare aiutò il padre e i fratelli nel lavoro di panettiere, contemporaneamente partecipava attivamente all'Azione Cattolica.
Nel 1941 viene chiamato alle armi come alpino con destinazione Albania, poi viene trasferito in Montenegro e infine in Francia,  lodato e ammirato dai compagni d'armi per la sua bontà e generosità. Alla fine della guerra riprese il suo lavoro, facendo gare ciclistiche e partecipando a momenti di svago con gli amici. Nella sua parrocchia si occupò degli aspiranti di Azione Cattolica e dell'educazione dei ragazzi.

## Servo di Maria
All'età di ventisei anni entrò tra i Servi di Maria a Monte Berico come postulante. Il 3 ottobre del 1948 inizia il noviziato a Isola Vicentina, prendendo il nome religioso di Gioacchino Maria. Desiderava essere missionario ma, colpito da meningite tubercolare, morì il 28 aprile 1949 a Isola Vicentina.
Papa Giovanni Paolo II l'8 aprile 1997 lo decretò venerabile.

Ragazzo giovane, di poca cultura, appena capace di scrivere, ha lasciato lettere, quaderni, fogli di appunti dai quali emergono le sue virtù religiose e un diario su cui era scritto: 
(Diario di Gioacchino Stevan.)
Il corpo di fra Gioacchino è sepolto in una cripta del santuario della Madonna di Monte Berico a Vicenza. Il paese natale ha voluto ricordarlo intitolandogli una via.